# Polypedilum prasiogaster
Polypedilum prasiogaster är en tvåvingeart som beskrevs av Freeman 1961. Polypedilum prasiogaster ingår i släktet Polypedilum och familjen fjädermyggor. Inga underarter finns listade i Catalogue of Life.